# Zaporozsjei Had

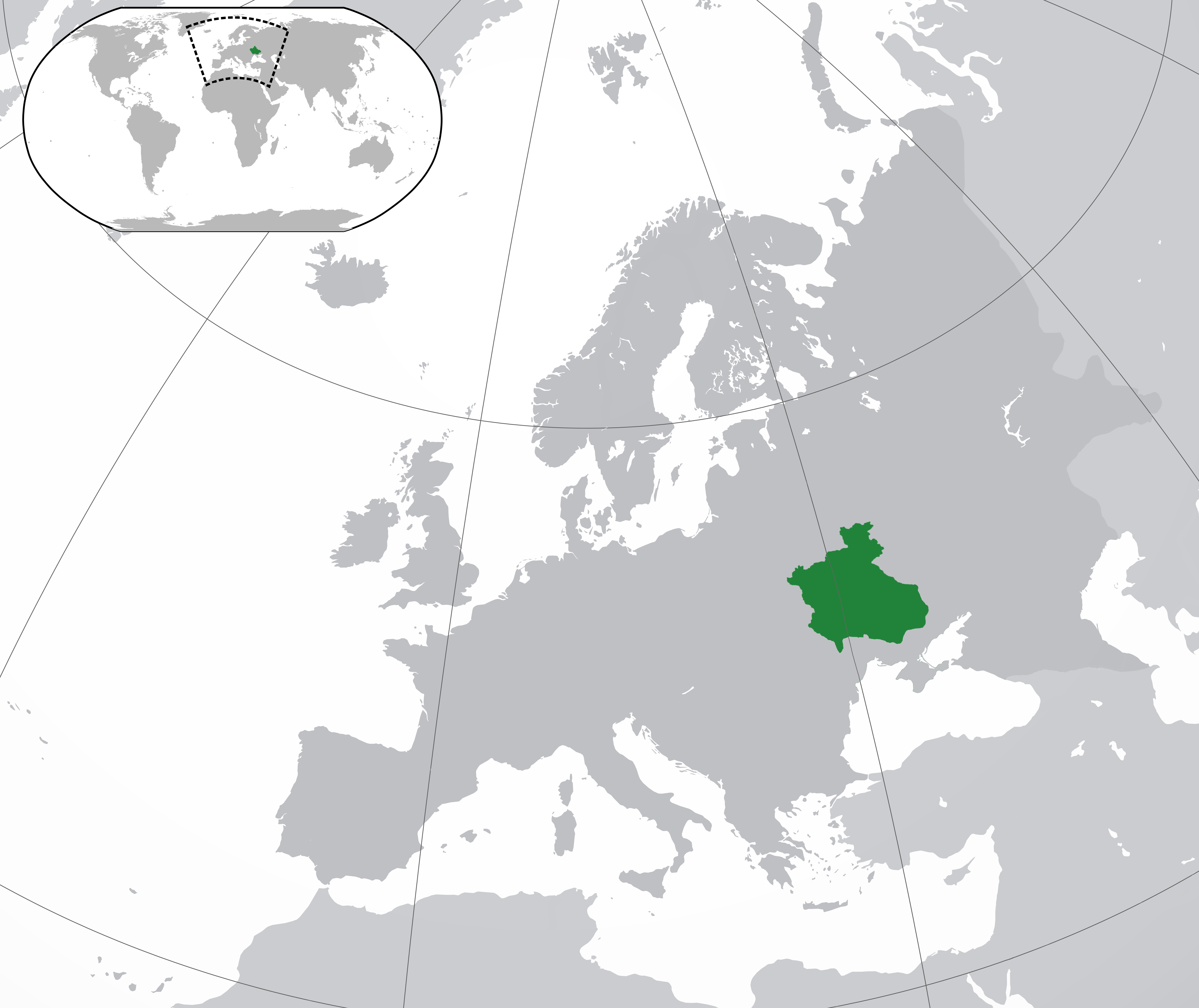

A hetmanátus címere (1649–1764), Szent Vlagyimir jelképével, amely egy három ágú, sárga színű szigony

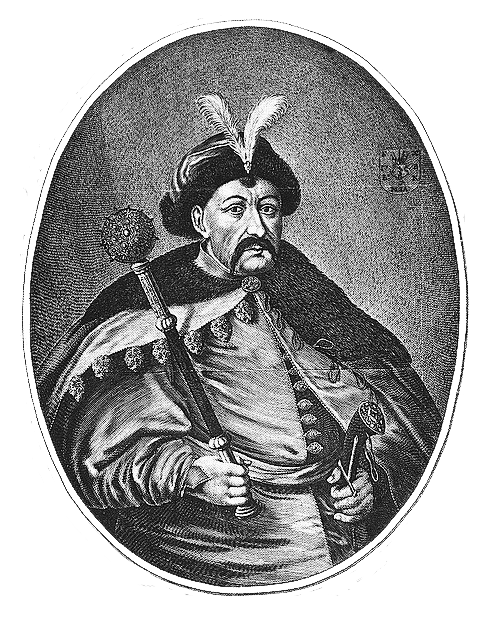
Bohdan Hmelnickij, a kozák államalakulat vezetője 1648. január 30. és 1657. augusztus 16. között

A kozák hetmanátus (Гетьманщина) ukrán elnevezése Військо Запорозьке után Zaporozsjei had, a zaporizzsjai kozákság által alapított és az 1649-es zborovi egyezmény következtében létrejött vazallus államalakulat elnevezése volt.

## Története
A zborovi egyezményben a lengyel kormányzat a kijevi, braclavi és csernyihivi vajdaságokat magába foglaló úgynevezett „Kozák-Ukrajnát” autonómnak nyilvánította, ahová a lengyel közigazgatás hatásköre nem terjedt ki. Bohdan Hmelnickij 1638 és 1647 között a Dnyeper-parti csihirini erőd kozák kapitánya volt, 1648-ban pedig megválasztották a zaporozsjei kozák sereg hetmanjává. 1654-ben Hmelnickij hetman és I. Alekszej orosz cár a kozák–lengyel háború lezárásaként megkötötte egymással a perejaszlavi szerződést. A szerződés értelmében az ukrán területek kimondták csatlakozásukat az orosz cárhoz. Gebei Sándor történész szerint a kozák rada döntését, manapság már államok közötti szerződésnek tekintik. A régiót „Kis Oroszországnak” is nevezték. 
1669-ben Petro Dorosenko zaporozsjei kozák hetman a krími tatárok támogatásával megkísérelte elszakítani Ukrajnát a Lengyel–Litván Uniótól és az Oszmán Birodalom védnöksége alá vonni. A lázadók seregeit 1671-ben Sobieski János nagyhetman Bracławnál (ma: Braclav) legyőzte, emiatt 1672-ben IV. Mehmed szultán hadat üzent. Kitört az 1672–1676-es lengyel–török háború.
Bár szilárd politikai határokkal egészen az 1667-es andruszovói békéig nem rendelkezett, kezdeti területi kiterjedése 312 ezer négyzetkilométerben határozható meg, amely magába foglalta a három vajdaságot.
Területi kiterjedésének csúcsán – amely Hmelnickij 1657-ben bekövetkezett haláláig tartott – a kozák állam jelentős belaruszok lakta területekkel is rendelkezett Litvánia déli részén, illetve hozzá tartozott Zaporozsje is. Hmelnickij külpolitikáját az a cél vezérelte, hogy „Kozák-Ukrajnát” elfogadtassa mint valamelyik nagyhatalom protektorátusi alárendeltségében álló államot, és a Zaporozsjei Had kitörjön elszigeteltségéből. Ivan Sztepanovics Mazepa hetman 1687 és 1709 között uralkodott az orosz fennhatóság alá tartozó Bal parti Ukrajnában, mintegy 20 éven keresztül hűen szolgálta I. Péter orosz cárt. Élvezte a cár támogatását a „modernizációs” programjának megvalósításában és a Zaporozsjei Had katonai potenciáljának növelésében. A Nagy északi háború kitörése megszakította a hetman reformtevékenységét. 1708 februárja és márciusa között titkos svéd-ukrán tárgyalásokra került sor. Ezek során Mazepa segítségnyújtási kötelezettséget vállalt a svédek Moszkva elleni hadjárata esetére, majd 1708. november 4-én a svéd királyhoz menekült. XII. Károly svéd király 1709-es poltavai veresége megpecsételte a Zaporozsjei Had sorsát. A vereséget követően a zaporozsjei kozákok egy része beolvadt az orosz seregbe, míg többségük tömegesen áttelepült a Krími Tatár Kánság területén található Aleskibe, ahol megalakították az új központjukat.

## A kozák állam felépítése

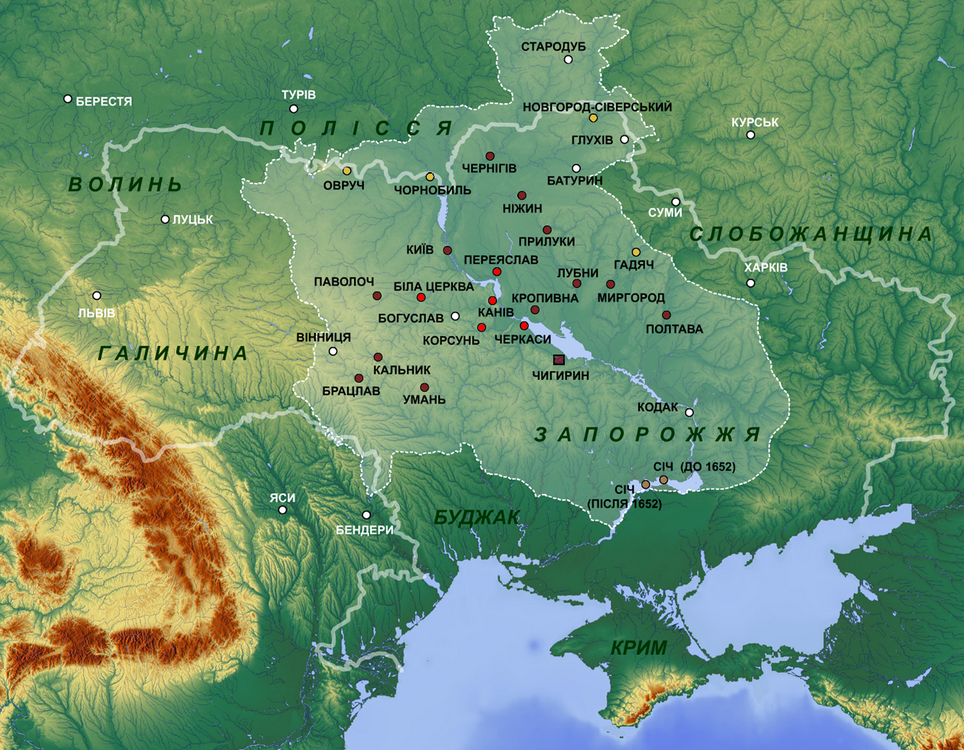
A kozák hetmanátus területe 1649–1654 között

A történészek szerint a kozák köztársaságnak is nevezett Zaporozsjai Hadban legnagyobb hatalommal a kozák tanács rendelkezett, ahol minden résztvevő elmondhatta a saját véleményét. A tanács választotta meg a hetmant és a katonai vezetést, vagyis a sztarsinát. A hetman kezében összpontosult a legfőbb végrehajtói, illetve bírói hatalom. Ő volt a had főparancsnoka. Az állam élén álló hetman feladatai közül kiemelkedett a hadsereg és a külpolitika irányítása, szervezése, de mellette közigazgatási, törvényhozói és bírói hatáskörrel is rendelkezett. Ő hívta össze a hadsereg radát (tanácskozó testületet) és a sztarsina radát, amelyeken betöltötte az elnöki tisztet, de a kozák tisztikar kinevezése is a hatáskörébe tartozott. Földbirtokot is a hetman adományozhatott és oszthatott el. 1654-től a Balparti hetman hűséggel tartozott a mindenkori cár felé. A hadsereg radán választották, de jóvá kellett hagynia megválasztását a cári kormányzatnak is.
A hadsereg rada feladatai közül kiemelkedik a hetman megválasztása (szükség esetén megbuktatása), az államot és a kozákságot érintő ügyekben a végső döntés meghozatala.
A sztarsina rada a hadsereg rada mellett segítette a hetman tevékenységét, e két szerv működésében átfedések figyelhetők meg. A hetman törvényhozói, közigazgatási és bírói munkáját koordinálta, de legfőbb szerepét az állami pénzügyek területén töltötte be.
A hetmanátus központja a Zaporizzsjai Szicsnek (Запорізька Січ) nevezett erőd volt, melyet a kozákság bölcsőjének tekintenek. A  Zaporizzsjai Szics gyűjtőfogalom, az egyes Szicsek az Alsó-Dnyeper mellett épültek, egy időben egy szics létezett:

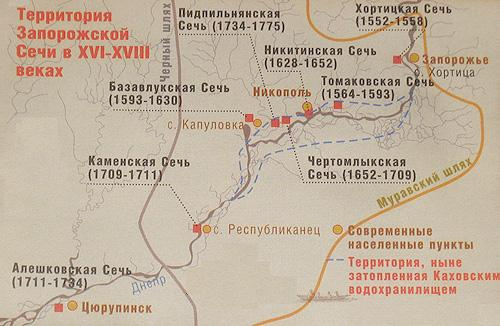
A Zaporizzsjai Szics erődrendszer térképe

- 1552–1558 Horticjai Szics[13]
- 1564–1593 Tomakivkai Szics[14]
- 1593–1630 Bazavluki Szics[15]
- 1628–1652 Mikitinszkij Szics[16]
- 1709–1711 Kamjanszka/Kamjankai Szics[17]
- 1652–1709 Csortomlinszkai/Csortomliki Szics[18]
- 1711–1734 Oleskivszka/Olevski Szics[19]
- 1734-1775 Nova/Új (Pidpilnenszka) Szics[20]

A hetmant segítette egy kilenctagú tanács, amely a legmagasabb rangú katonai vezetőket tömörítette magában. Ezek a tisztségek: hadfelügyelő (jeszaul), táborparancsnok (oboznij), hadbíró (szudja), kancellár (pisar)

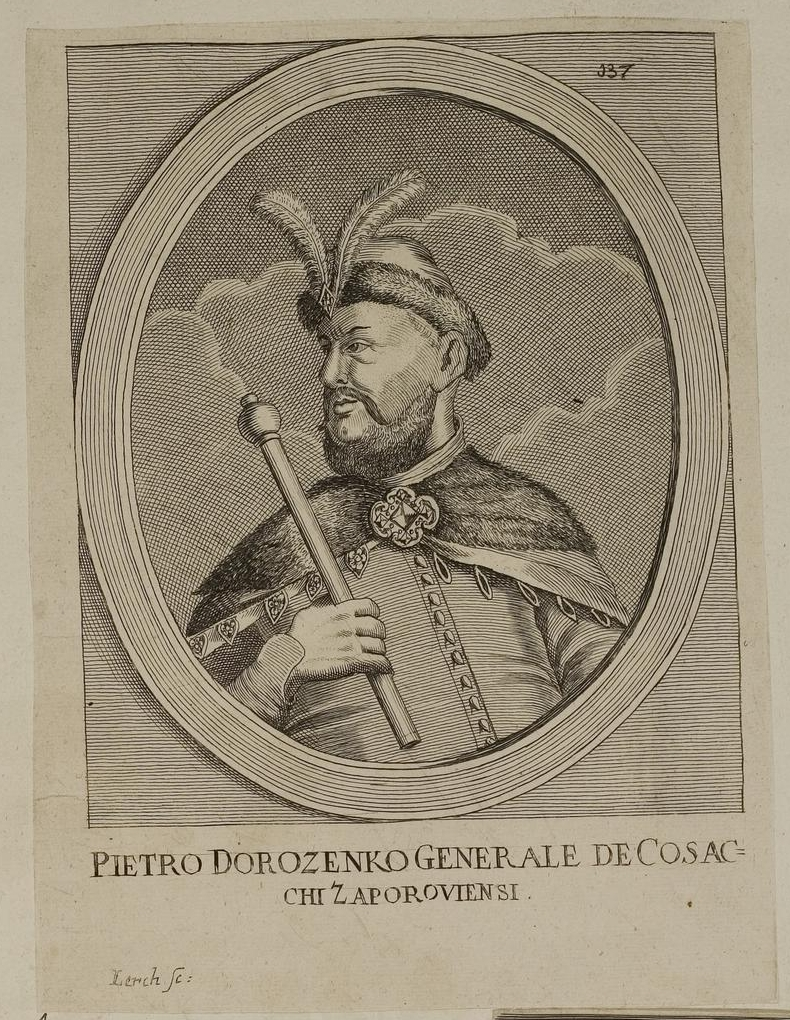
Petro Dorosenko 1665. október 10. és 1676. szeptember 19. között a kozákok hetmanja

A hadfelügyelő a hetman helyettesének tekinthető, felettese távollétében irányította a Zaporozsjei Had tüzérségét, feladata közé tartozott továbbá háború esetén a nagyobb egységek vezetése. Gyakran működött a hetman követeként. Négy hetman is betöltötte ezt a tisztséget hetmansága előtt: Petro Dorosenko, Demian Mnohohresnij, Ivan Mazepa, Ivan Szkoropadszkij.
A táborparancsnok feladata a tüzérség irányítása és a hadsereg utánpótlásának biztosítása volt. Különleges esetekben a hetman követének funkcióját is ellátta.
A hadbírói posztra 1690-ig egy, majd később két főt neveztek ki. 1648-ig csupán háborús időkben töltötte be feladatát, 1648-1654 között azonban a hadsereg és az ezred-közigazgatás állandó alkotórésze volt a hadbírói hivatal. A hetmanok közül Ivan Szamojlovics töltött be hadbírói tisztséget.
A kancellár feladata a kezdetekben a regiszter összeállításához kötődött, később pedig felügyelte a hetman bel- és külkapcsolatait. A tiszt betöltéséhez megfelelő műveltségre volt szükség, az írnok több nyelvet beszélt, jártas volt a diplomáciában. A hetman távollétében aláírhatta annak rendeleteit, felügyelte a rendeleteket és birtokadományokat. A későbbi hetmanok közül hárman is betöltötték e tisztséget: Ivan Vihovszkij, Pavlo Tyetyerja, Pilip Orlik.
A megbízott hetman (nakaznij hetman) a hetman teendőit látta el bizonyos körülmények között. Ilyennek tekinthető például az az eset, amikor a hetman nem indult személyesen a háborúba, ilyenkor ugyanis a megbízott hetman állt a seregek élére. Vagy a hetman hosszúra nyúlt távolléte esetén is a megbízott hetman látta el annak teendőit.
A kozák állam területét 1625-től ezredekre osztották fel, melyek elnevezésüket központi városaikról kapták. Kezdetben 16 ezred létezett, de a későbbi időszakokban ezek száma gyakran változott. Ezen ezredek katonai és közigazgatási területi egységként funkcionáltak, élükön az ezredesek álltak, akiket 1638-1648 között a lengyel korona-hetman nevezte ki, utána a hadsereg rada, illetve a hetman, majd később a cár, az Unió és a Porta is jogot formálhatott rá. Az ezredesek munkáját hivatalok és tisztikar segítették.
Az ezredgyűlés 1648 után jelent meg, melynek feladata az ezredesek megválasztása és esetleges visszahívása volt.

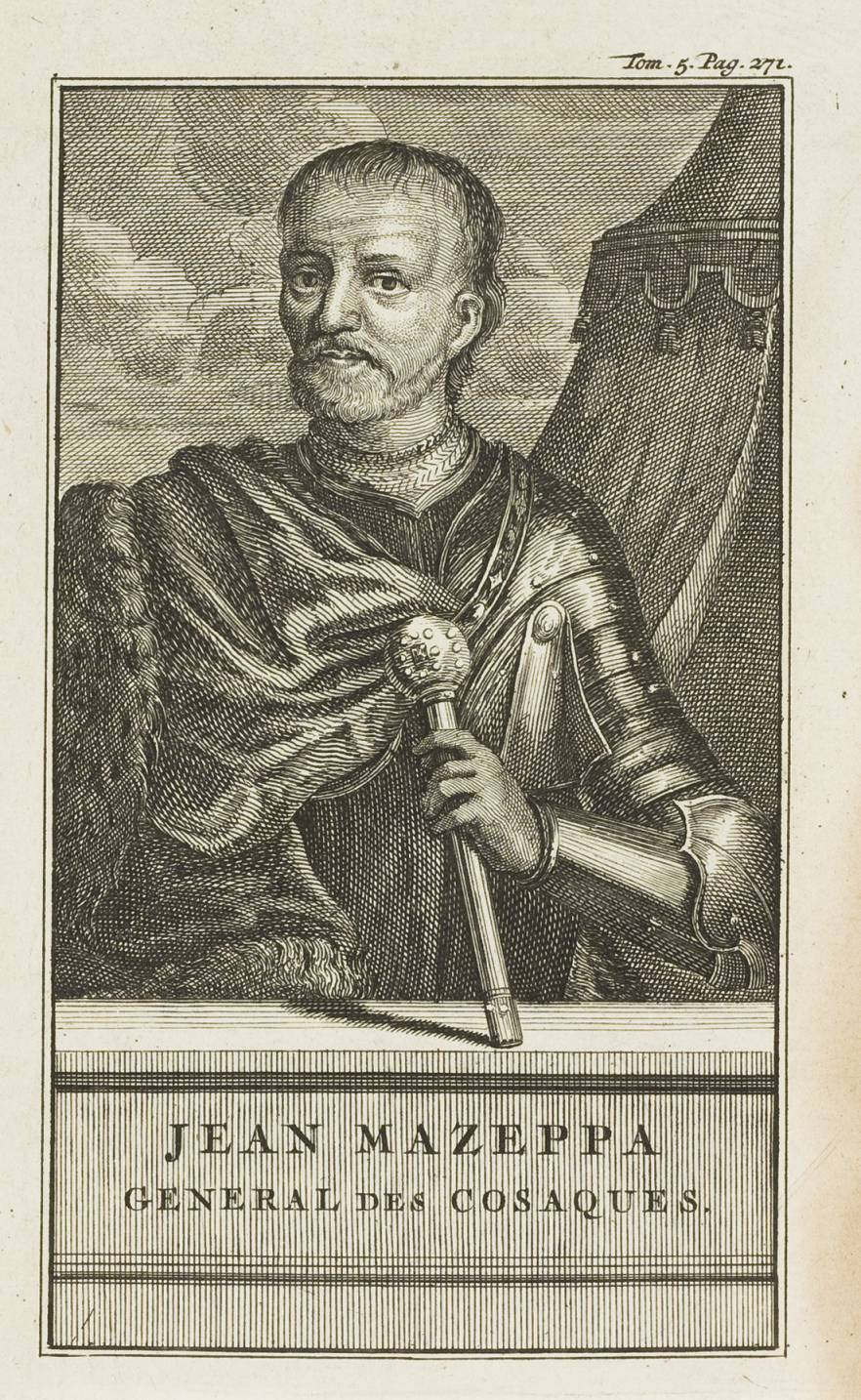
Ivan Sztepanovics Mazepa a Bal parti Ukrajna 1687-ben megválasztott hetmanja

Az ezredek további egységekre, századokra voltak osztva, melyek száma az ezredek területi nagyságától függően változott. Szervezeti felépítésük, tisztikaruk és gyűléseiknek formái megegyeztek az ezredekével. Élükön a századparancsnok állt. Egyedül a századosok választásában érvényesült mindvégig az önkormányzati jog, azaz a századosi tiszt betöltése kivétel nélkül választás útján ment végbe.
A kozák állam városai és falvai, ahogy a szics, saját önkormányzattal bírtak, ennek ellenére a kozák vezetők gyakran hatáskörüket túllépve belefolytak a polgári igazgatásba is.
Az ukrán adminisztrációs rendszerre egyfajta kettősség jellemző: együtt élt a hagyományos helyi önkormányzat és a Hmelnickij idején kiformálódó intézményrendszer. Felépítését tekintve: a legalsó szinten a hromada (paraszti közösség) helyezkedett el vezetőjével, a vojttal az élén. Egy város körül elhelyezkedő több falu alkotta a századot, melyen belül egymás mellett működött a polgári és katonai közigazgatás. A harmadik szintet az ezredi adminisztráció jelentette, melynek vezetését az ezredes látta el. A legfelső szintet a hetmani kormányzat alkotta a hetmannal, a hadsereg radával és a Sztarsina Radával az élen. A 17. század második felére a legmagasabb rangú kozák katonai vezetőket magába tömörítő Sztarsina Rada, a hetmani kormányzat döntéshozatali folyamatának kikerülhetetlen részévé vált.